# AC Omonia Nicosia
La Asociación Deportiva Omonia de Nicosia (en griego: Αθλητικός Σύλλογος Ομόνοια Λευκωσίας) (ΑΣΟΛ) es un equipo de fútbol chipriota que juega en la capital, Nicosia. El Omonia ha ganado 21 campeonatos de liga, 15 copas de Chipre y 17 supercopas, consiguiendo doblete en 1972, 1974, 1981, 1982 y 1983.
La Asociación de Fútbol Chipriota lo declaró mejor equipo chipriota del siglo XX, siendo el único equipo que consiguió la Copa de Chipre cuatro veces consecutivas entre los años 1980 y 1984.
El equipo fue fundado en 1948 y se afilió a la Asociación de Fútbol Chipriota en 1953. Además de ser un equipo de fútbol, Omonia es una institución polideportiva que también tiene secciones de baloncesto, voleibol, fútbol sala y ciclismo.

## Historia
El Omonia fue fundado en 1948 tras la guerra civil griega (1946-1949) como resultado de las turbulencias políticas de la época y del reciente conflicto bélico entre la derecha y la izquierda. En mayo de 1948, el APOEL envió una carta con contenido político al SEGAS (Asociación Griega de Gimnasia y Deporte), violando el estatuto del club de no involucrarse en temas políticos. Después de esa carta, varios jugadores del equipo lo criticaron pero lo único que lograron fue su expulsión del APOEL. Esos jugadores, junto con otras personas, crearon un nuevo equipo en Nicosia con el nombre de Asociación Deportiva Omonia de Nicosia.
En 1953 los equipos que eran miembros de la Asociación de Fútbol Aficionado de Chipre constituyeron la Asociación de Fútbol Chipriota. El Omonia era uno de esos nueve equipos y acabó séptimo en la primera temporada. El equipo ganaría su primera liga en la temporada 60-61.

### Los años 1970 y 80

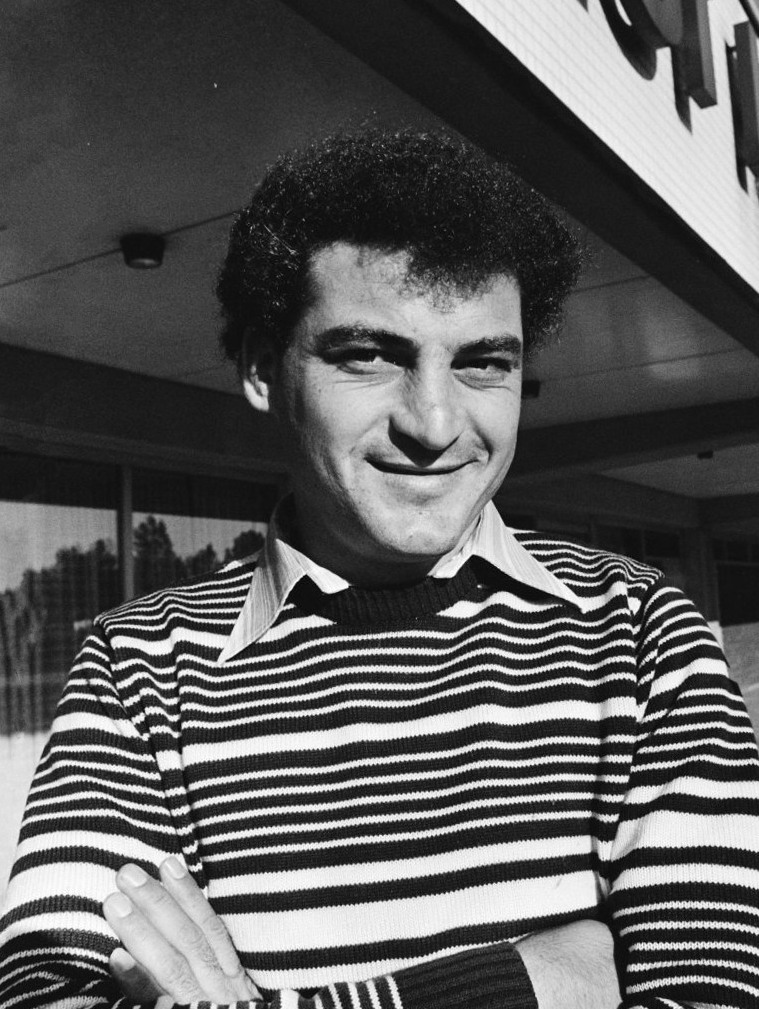
Sotiris Kaiafas es considerado el mejor jugador en la historia del Omonia, así como el mejor futbolista chipriota de la historia.

Durante las décadas de los 70 y 80 el Omonia fue el equipo más laureado de Chipre, ganando seis veces consecutivas la liga (desde la temporada 73-74 hasta la temporada 78-79), récord que ningún otro equipo ha conseguido igualar. Por el club pasaron jugadores como Sotiris Caiafas, bota de oro en el 76 con 39 goles, Spas Tsevizof y Gregory Savvas.
Durante los años 80 el equipo ganó 5 títulos consecutivos entre 1981 y 1985. En esa década ganaron además la liga en la temporada 86-87 y en la temporada 88-89.

### Los años 1990 y la actualidad

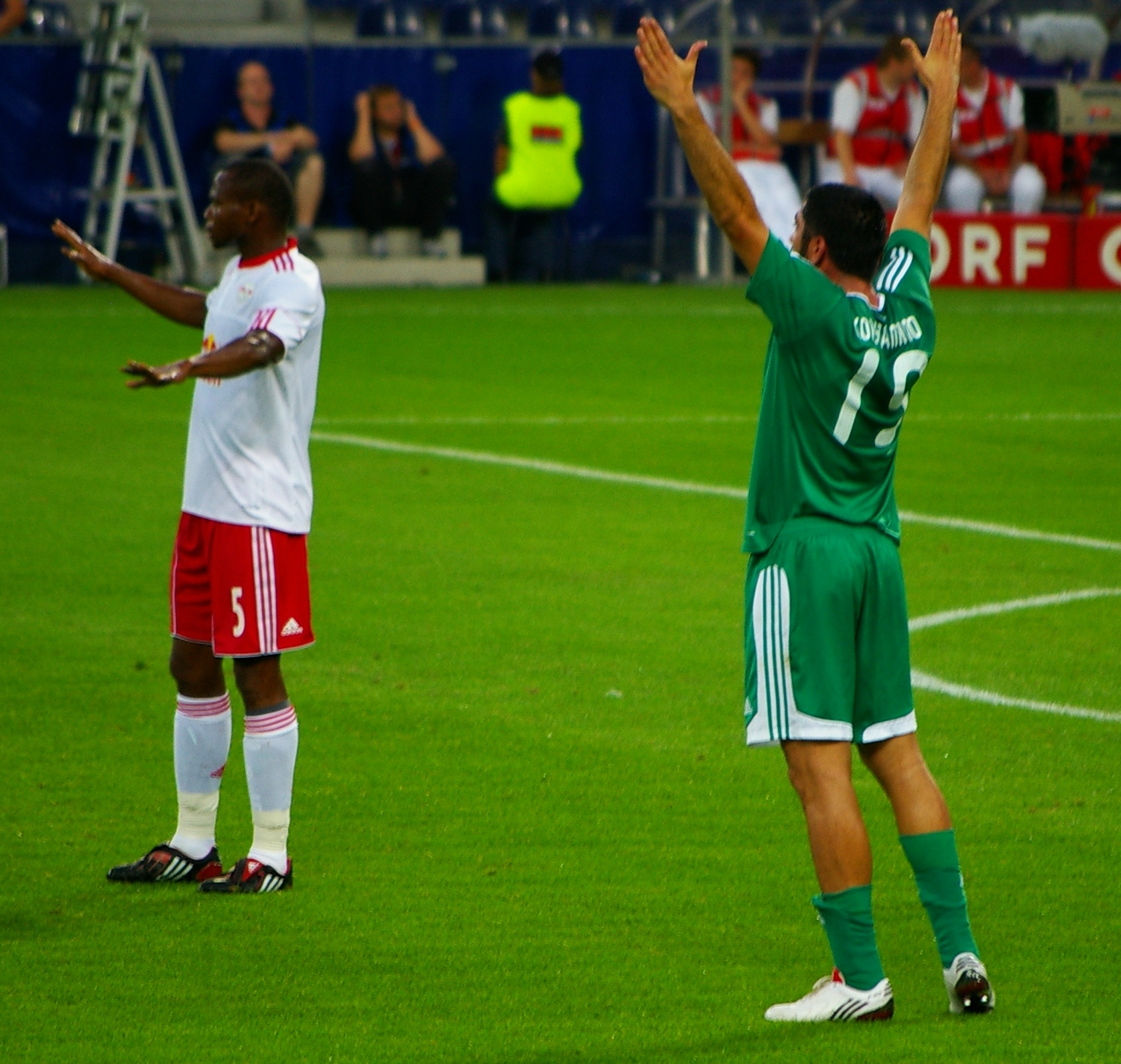
Michalis Konstantinou ayudó al club a ganar su vigésimo título de liga.

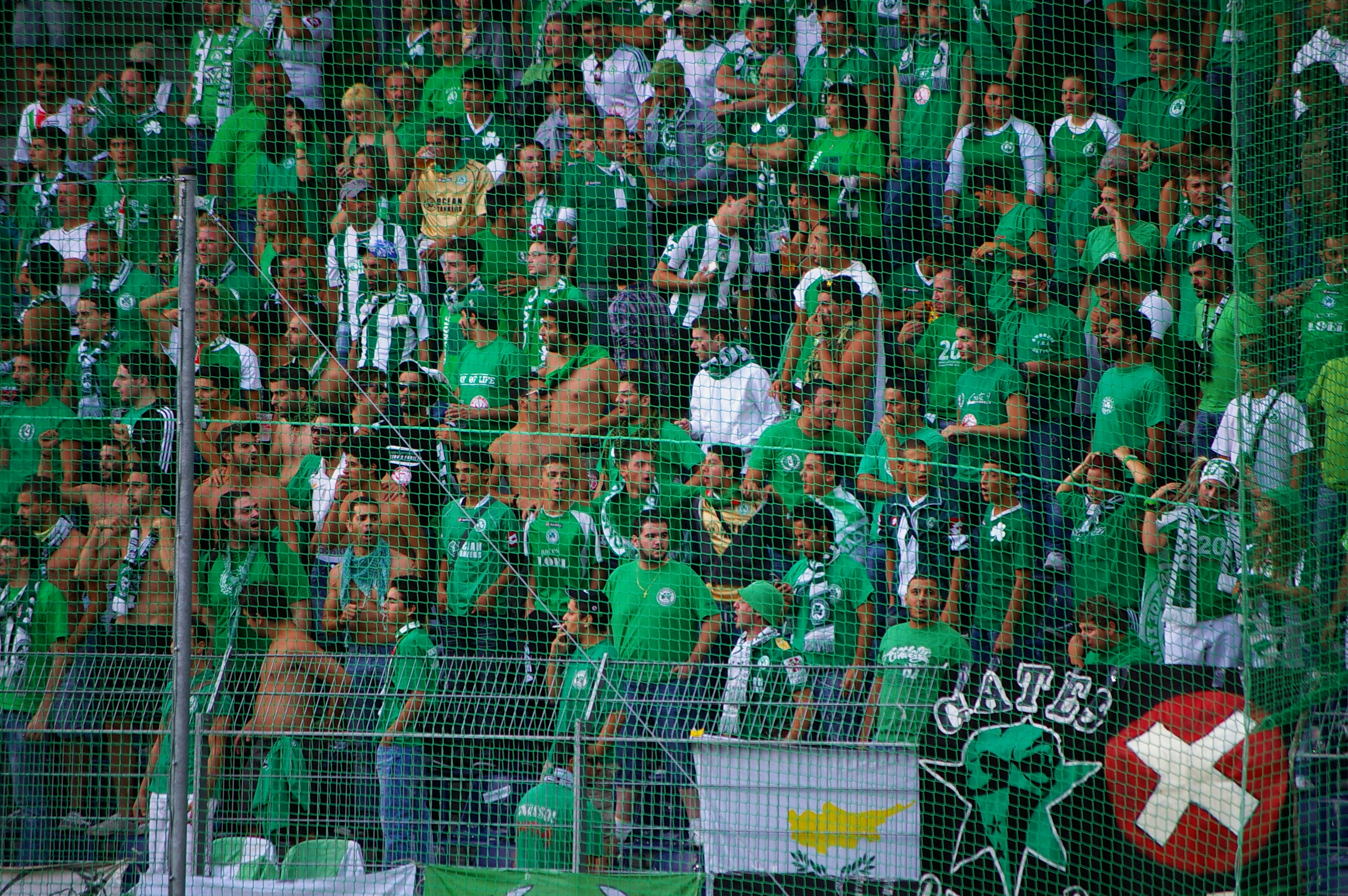
El Omonia ante el FC Red Bull Salzburg

Aunque el Omonia ganaría la liga de nuevo la temporada 92-93, la década de los 90 tuvo como protagonista al Anorthosis Famagusta. Rainer Rauffamnn, quien llegó al club en 1997, fue el máximo goleador de la liga durante cuatro años y fue internacional con Chipre tras ganar la nacionalidad chipriota.
El club ganó su decimonoveno título en la temporada 02-03, estando empatado a títulos con el APOEL.

## Símbolos
El escudo del equipo es un trébol. El trébol representa la fuerza de los fundadores del Omonia y el color verde representa la esperanza. Las estrellas representan los dos trofeos Ciudad de La Línea que tiene en su palmarés tras ganar en penaltis con fallo en los locales por parte de Thetis y Aranalde.

## Estadio

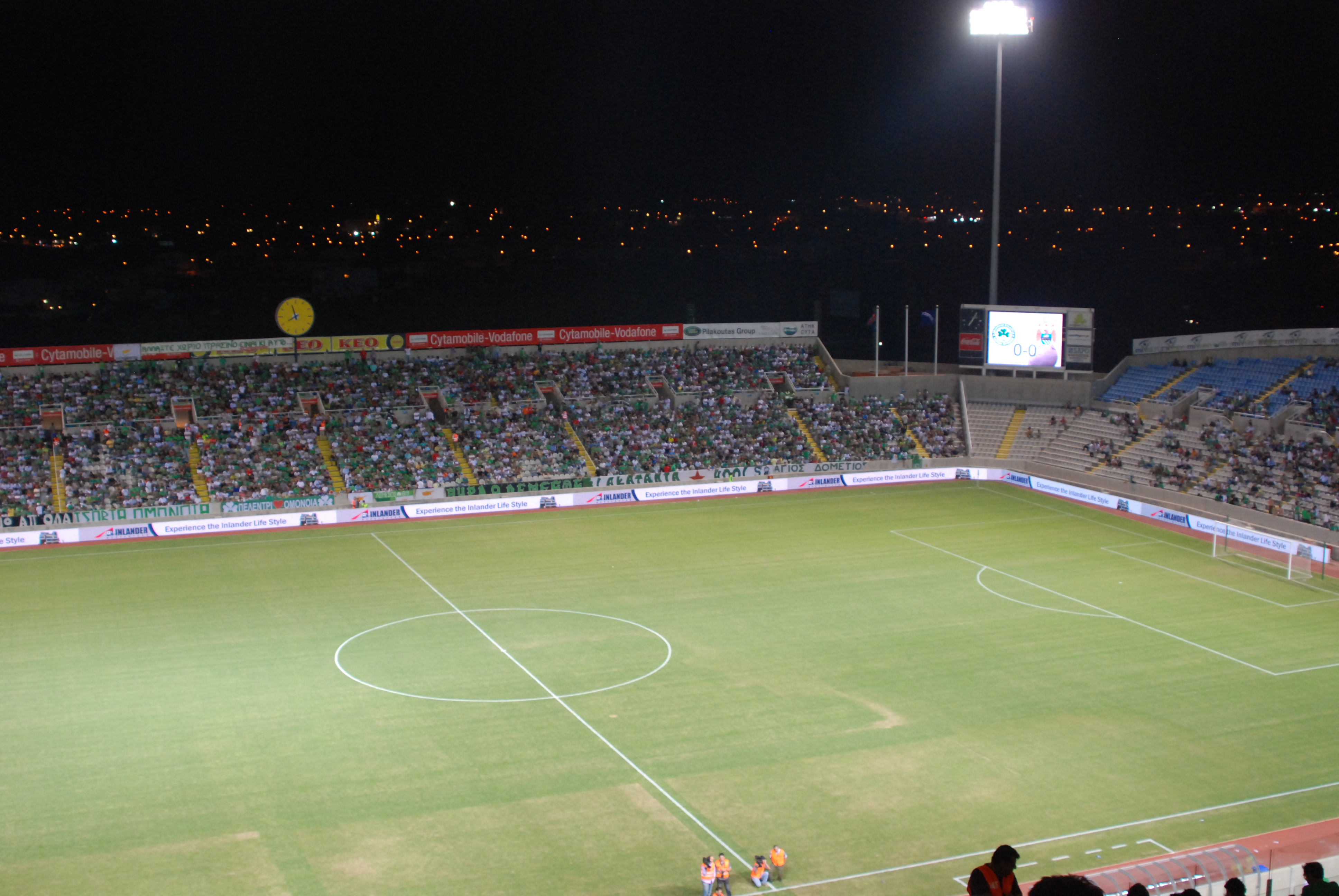
GSP Stadium.

Desde 1999 el equipo juega en el GSP Stadium, el estadio más grande de Chipre con capacidad para 22.859 personas sentadas. En el GSP Stadium también juegan el Olimpiacós de Nicosia y el APOEL, equipos rivales del Omonia. Se tiene la intención de construir un estadio para 32.000 espectadores cerca de Tseri, un pueblo a las afueras de Nicosia.
Anteriormente el Omonia, el APOEL y el Olimpiacós jugaron en el antiguo GSP Stadium (1953-1978) y en el Estadio Macarios III (1978-1999). Antes del 53 el equipo usaba el "Goal" Stadium. 

## Hinchada
La hinchada del equipo se reparte por toda la isla y se asocia normalmente a ideologías de izquierdas. El equipo tiene dos barras, la principal, la Cira eniá (Θύρα 9 - Puerta 9), y la PA.SY.FI. La Cira eniá se fundó en 1992 y tomó su nombre del padre de Caiafas, Sotiris Caiafas, que ganó la Bota de Oro en 1976. Desde entonces siguen al equipo a cualquier parte del mundo.

## Jugadores
- = Lesionado de larga duración

### Números retirados
- 12 – Aficionados del club (el 12.º Jugador)

## Entrenadores
- Tikran Misirian (1948–52)
- John Johnson (1952–53)
- Pampos Avraamides (1953–55)
- Hans Hounggehouizen (1955–57)
- Karl Vigler (1957–59)
- Eli Fuchs (1959–60)
- Nako Tsiakmakov (1960–62)
- András Touray (1962–63)
- Stoyan Petrov (1963–64)
- Andreas Keremezos (1964–65)
- Georgi Pachedzhiev (1965–66)
- Igor Netto (1966–67)
- Georgi Barka (1967–68)
- Georgi Pachedzhiev (1968–70)
- Khrustyo Chakarov (1970–71)
- Dobromir Taskov (1971–72)
- Vasile Spasov (1972–74)
- Esso (1974–75)
- Iltziev (1975–76)
- Gavriel Stoyanov (1976–77)
- Peter Argirov (1977–79)
- Iancho Arsov (1979–80)
- Vasile Spasov (1980–82)
- Dobromir Taskov (1982–83)
- Adanas Dramov (1983–85)
- Georgi Tinkov (1985–86)
- Iancho Arsov (1986–89)
- Bozhil Kolev (1989–90)
- Helmut Senekowitsch (1990–91)
- Graziano Zakarel (1991–92)
- Iancho Arsov (1992–94)
- Gerhard Prokop (1994–96)
- Walter Skocik (1995–96)
- Angel Kolev (1996–97)
- Andreas Michaelides (1997–99)
- Dušan Galis (1999)
- Iancho Arsov (1999–00)
- Asparuh Nikodimov (2000)
- Arie Haan (noviembre de 2000)
- Henk Houwaart (octubre de 2000 – noviembre de 2001)
- Andreas Mouskallis (2002)
- Toni Savevski (2002–04)
- Franciszek Smuda (2004)
- Henk Houwaart (julio de 2004 – diciembre de 2005)
- Ioan Andone (diciembre de 2005 – mayo de 2007)
- Dragan Okuka (mayo de 2007 – noviembre de 2007)
- Ioannis Matzourakis (2007)
- Giorgos Savvidis (2008)
- Nedim Tutić (2008–2009)
- Takis Lemonis (marzo de 2009 – octubre de 2010)
- Dušan Bajević (octubre de 2010 – abril de 2011)
- Neophytos Larkou (abril de 2011 – septiembre de 2012)
- Toni Savevski (septiembre de 2012-diciembre de 2013)
- Miguel Ángel Lotina (enero de 2014-febrero de 2014)
- Kostas Kaiafas (marzo de 2014–2015)[8]
- Vladan Milojević (2015 –2016)
- John William Carver (2016 –2017)
- Akis Ioakim (febrero 2017 – mayo 2017)
- Pambos Christodoulou (mayo 2017 – diciembre 2017)
- Ivaylo Petev (diciembre 2017 – marzo 2018)
- Juan Carlos Oliva (junio 2018 - octubre 2018)
- Yannis Anastasiou (noviembre 2018 – mayo 2019)
- Henning Berg (junio 2019 – febrero 2022)
- Neil Lennon (marzo 2022 – octubre 2022)[9]
- Yannik Ferrera (octubre 2022-febrero 2023)
- Sofronis Avgousti (febrero 2023-)

## Junta directiva
| Presidente                     | Antonis Tzionis         |
| Primer Vicepresidente          | Panikos Neophytou       |
| Segundo Vicepresidente         | Lakis Polykarpou        |
| Secretario General             | Christoforos Neophytou  |
| Secretario General 2           | Andreas Pashiortides    |
| Jefe de Finanzas               | Kostas Petsas           |
| Intermediario                  | Pavlos Chrisanthou      |
| Miembro                        | Antonis Zymaras         |
| Miembro                        | Antonis Ioulianos       |
| Miembro                        | Yiannakis Ioannou       |
| Miembro                        | Photos Ioannou          |
| Miembro                        | Michalis Vasiliou       |
| Miembro                        | Nicolas Christodoulou   |
| Miembro                        | Charalambos Ioannou     |
| Miembro                        | Kostas Christou         |
| Gerente Ejecutivo en Jefe      | Pavlos Nicolaides       |
| Oficial de Medios              | Andreas Demetriou       |
| Oficial de Mercadeo            | Christos Chatzisotiriou |
| Oficial de Administración      | Apostolos Mikellidis    |
| Oficial de Boletería           | Andreas Petrou          |
| Gerente del Equipo             | Christos Tziambouris    |
| Contador                       | Yiota Rotou             |
| Oficial de la Unidad Comercial | Stathis Vasiliou        |
| Oficiales de la Academia       | Andreas Miliotis        |
| Oficiales de la Academia       | Kostakis Yiannouris     |
| Oficiales de la Academia       | Charalambos Argyrou     |
| Secretaria                     | Christina Michael       |

## Palmarés

### Fútbol

#### Torneos nacionales (54)
- Primera División de Chipre (21): 1961, 1966, 1972, 1974, 1975, 1976, 1977, 1978, 1979, 1981, 1982, 1983, 1984, 1985, 1987, 1989, 1993, 2001, 2003, 2010, 2021.
- Copa de Chipre (16): 1965, 1972, 1974, 1980, 1981, 1982, 1983, 1988, 1991, 1994, 2000, 2005, 2011, 2012, 2022, 2023.
- Supercopa de Chipre (17): 1966, 1979, 1980, 1981, 1982, 1983, 1987, 1988, 1989, 1991, 1994, 2001, 2003, 2005, 2010, 2012, 2021. (Récord)
- Campeonato de la Federación Chipriota de Fútbol Amateur (4): 1949, 1950, 1951, 1952.
- Copa de la Federación Chipriota de Fútbol Amateur (5): 1949, 1950, 1951, 1952, 1953.

### Voleibol
- Copa:
  - Ganador (2): 1999, 2006, 2009

## Hitos del club
- Mejor victoria: 11-0 contra el Doxa Katokopia, Liga de Campeones, 17 de enero de 2004
- Mejor victoria en Europa: 6-1 v FA Red Boys Differdange, Copa de Europa, 1.ª Ronda, 3 de octubre de 1979
- Peor derrota: 0-10 contra el Ajax Ámsterdam, Copa de Europa, 1.ª Ronda, 24 de octubre de 1979
- Peor derrota en Europa: 1-7 contra el AEL, 1953-54
- Máxima puntuación en liga (2 puntos por partido): 54, 1976-77
- Máxima puntuación en liga (3 puntos por partido): 67, 1998-99
- Máximo número de goles en liga: 91, 1960-61
- Mayor número de partidos invicto: 46, 29 de enero de 1984 - 14 de diciembre de 1985
- Jugador con más partidos: 503 Andreas Kanaris
- Máximo goleador: 321 Sotiris Kaiafas
- Máximo goleador en un partido: 8 Rainer Rauffmann contra el Anagennisis Deryneia, 1998
- Máximo goleador en una temporada: 44 Sotiris Kaiafas, 1976-77

## Participación en competiciones de la UEFA

### Por competición
| Torneo                             | TJ | PJ  | PG | PE | PP  | GF  | GC  | Dif. | Puntos |
| ---------------------------------- | -- | --- | -- | -- | --- | --- | --- | ---- | ------ |
| Champions League/Copa Europea      | 20 | 55  | 17 | 8  | 30  | 65  | 112 | -47  | 59     |
| Europa League/UEFA Cup             | 22 | 90  | 35 | 19 | 36  | 132 | 118 | +14  | 124    |
| Recopa de Europa de la UEFA        | 5  | 12  | 2  | 1  | 9   | 7   | 23  | -16  | 7      |
| Liga Europa Conferencia de la UEFA | 1  | 6   | 0  | 4  | 2   | 5   | 10  | -5   | 4      |
| Total                              | 49 | 238 | 86 | 47 | 105 | 304 | 358 | -43  | 305    |

### Partidos
| Liga de Campeones de la UEFA | Liga de Campeones de la UEFA | Liga de Campeones de la UEFA | Liga de Campeones de la UEFA | Liga de Campeones de la UEFA | Liga de Campeones de la UEFA | Liga de Campeones de la UEFA |
| Temporada                    | Ronda                        | Rival                        | Casa                         | Visita                       | Global                       |                              |
| ---------------------------- | ---------------------------- | ---------------------------- | ---------------------------- | ---------------------------- | ---------------------------- | ---------------------------- |
| 1966–67                      | Primera Ronda                | TSV 1860 Múnich              | 1-2                          | 0-8                          | 1–10                         |                              |
| 1972–73                      | Primera Ronda                | Waterford United             | 2-0                          | 1-2                          | 3–2                          |                              |
| 1972–73                      | Segunda Ronda                | Bayern Múnich                | 0-4                          | 0-9                          | 0–13                         |                              |
| 1974–75                      | Dieciseisavos de final       | Cork Celtic                  | –                            | –                            | (w/o)                        |                              |
| 1976–77                      | Primera Ronda                | PAOK Salónica                | 0-2                          | 1-1                          | 1–3                          |                              |
| 1977–78                      | Primera Ronda                | Juventus                     | 0-3                          | 0-2                          | 0–5                          |                              |
| 1978–79                      | Primera Ronda                | Bohemians                    | 2-1                          | 0-1                          | 2–2 (v.)                     |                              |
| 1979–80                      | Primera Ronda                | Red Boys                     | 6-1                          | 1-2                          | 7–3                          |                              |
| 1979–80                      | Segunda Ronda                | Ajax Ámsterdam               | 4-0                          | 0-10                         | 4–10                         |                              |
| 1981–82                      | Primera Ronda                | Benfica                      | 0-1                          | 0-3                          | 0–4                          |                              |
| 1982–83                      | Primera Ronda                | HJK Helsinki                 | 2-0                          | 0-3                          | 2–3                          |                              |
| 1983–84                      | Primera Ronda                | CSKA Sofia                   | 4-1                          | 0-3                          | 4–4 (v.)                     |                              |
| 1984–85                      | Primera Ronda                | Dinamo Bucarest              | 2-1                          | 1-4                          | 3–5                          |                              |
| 1985–86                      | Primera Ronda                | Rabat Ajax                   | 5-0                          | 5-0                          | 10–0                         |                              |
| 1985–86                      | Segunda Ronda                | Anderlecht                   | 1-3                          | 0-1                          | 1–4                          |                              |
| 1987–88                      | Primera Ronda                | Shamrock Rovers              | 0-0                          | 1-0                          | 1–0                          |                              |
| 1987–88                      | Segunda Ronda                | Steaua Bucureşti             | 0-2                          | 1-3                          | 1–5                          |                              |
| 1989–90                      | Primera Ronda                | Swarovski Tirol              | 2-3                          | 0-6                          | 2–9                          |                              |
| 1993–94                      | Ronda Preliminar             | Aarau                        | 2-1                          | 0-2                          | 2–3                          |                              |
| 2001–02                      | Clasificatoria 2             | Estrella Roja                | 1-1                          | 1-2                          | 2–3                          |                              |
| 2003–04                      | Clasificatoria 1             | Irtysh                       | 0-0                          | 2-1                          | 2–1                          |                              |
| 2003–04                      | Clasificatoria 2             | Wisła Cracovia               | 2-2                          | 2-5                          | 4–7                          |                              |
| 2010–11                      | Clasificatoria 2             | Renova                       | 3-0                          | 2-0                          | 5–0                          |                              |
| 2010–11                      | Clasificatoria 3             | Red Bull Salzburgo           | 1-1                          | 1-4                          | 2–5                          |                              |
| 2020–21                      | Clasificatoria 1             | Ararat-Armenia               | –                            | 1-0                          | 1–0 (pró.)                   |                              |
| 2020–21                      | Clasificatoria 2             | Legia Varsovia               | –                            | 2-0                          | 2–0 (pró)                    |                              |
| 2020–21                      | Clasificatoria 3             | Estrella Roja                | 1-1                          | –                            | 1–1 (4:2 pen.)               |                              |
| 2020–21                      | Ronda Play-off               | Olympiacos                   | 0-0                          | 0-2                          | 0–2                          |                              |
| 2021–22                      | Clasificatoria 2             | Dinamo Zagreb                | 0-1                          | 0-2                          | 0–3                          |                              |

| Liga Europea de la UEFA | Liga Europea de la UEFA | Liga Europea de la UEFA | Liga Europea de la UEFA | Liga Europea de la UEFA | Liga Europea de la UEFA | Liga Europea de la UEFA |
| Temporada               | Ronda                   | Rival                   | Casa                    | Visita                  | Global                  |                         |
| ----------------------- | ----------------------- | ----------------------- | ----------------------- | ----------------------- | ----------------------- | ----------------------- |
| 1986–87                 | Primera Ronda           | Sportul Studenţesc      | 1-1                     | 0-1                     | 1–2                     |                         |
| 1990–91                 | Primera Ronda           | Slavia Sofia            | 4-2                     | 1-2                     | 5–4                     |                         |
| 1990–91                 | Segunda Ronda           | Anderlecht              | 1-1                     | 0-3                     | 1–4                     |                         |
| 1995–96                 | Ronda Preliminar        | Sliema Wanderers        | 3-0                     | 2-1                     | 5–1                     |                         |
| 1995–96                 | Primera Ronda           | Lazio                   | 1-2                     | 0-5                     | 1–7                     |                         |
| 1998–99                 | Clasificatoria 1        | Linfield                | 5-1                     | 3-5                     | 8–6                     |                         |
| 1998–99                 | Clasificatoria 2        | Rapid Viena             | 3-1                     | 0-2                     | 3–3 (v.)                |                         |
| 1999–2000               | Primera Ronda           | Belshyna Babruisk       | 3-0                     | 5-1                     | 8–1                     |                         |
| 1999–2000               | Primera Ronda           | Juventus                | 2-5                     | 0-5                     | 2–10                    |                         |
| 2000–01                 | Ronda Previa            | Naftex Burgas           | 0-0                     | 1-2                     | 1–2                     |                         |
| 2004–05                 | Clasificatoria 1        | Sloga Jugomagnat        | 4-0                     | 4-1                     | 8–1                     |                         |
| 2004–05                 | Clasificatoria 2        | CSKA Sofia              | 1-1                     | 1-3                     | 2–4                     |                         |
| 2005–06                 | Clasificatoria 1        | Hibernians              | 3-0                     | 3-0                     | 6–0                     |                         |
| 2005–06                 | Clasificatoria 2        | Dinamo Bucureşti        | 2-1                     | 1-3                     | 3–4                     |                         |
| 2006–07                 | Clasificatoria 1        | Rijeka                  | 2-1                     | 2-2                     | 4–3                     |                         |
| 2006–07                 | Clasificatoria 2        | Litex Lovech            | 0-0                     | 1-2                     | 1–2                     |                         |
| 2007–08                 | Clasificatoria 1        | Rudar Pljevlja          | 2-0                     | 2-0                     | 4–0                     |                         |
| 2007–08                 | Clasificatoria 2        | CSKA Sofia              | 1-1                     | 1-2                     | 2–3                     |                         |
| 2008–09                 | Clasificatoria 1        | Milano                  | 2-0                     | 2-1                     | 4–1                     |                         |
| 2008–09                 | Clasificatoria 2        | AEK Atenas              | 2-2                     | 1-0                     | 3–2                     |                         |
| 2008–09                 | Primera Ronda           | Manchester City         | 1-2                     | 1-2                     | 2–4                     |                         |
| 2009–10                 | Clasificatoria 2        | HB Tórshavn             | 4-0                     | 4-1                     | 8–1                     |                         |
| 2009–10                 | Clasificatoria 3        | Vaslui                  | 1-1                     | 0-2                     | 1–3                     |                         |
| 2010–11                 | Ronda Play-off          | Metalist Járkov         | 0-1                     | 2-2                     | 2–3                     |                         |
| 2011–12                 | Clasificatoria 3        | ADO Den Haag            | 3-0                     | 0-1                     | 3–1                     |                         |
| 2011–12                 | Ronda Play-off          | Red Bull Salzburgo      | 2-1                     | 0-1                     | 2–2 (v.)                |                         |
| 2012–13                 | Clasificatoria 3        | Estrella Roja           | 0-0                     | 0-0                     | 0–0 (5-6 p.)            |                         |
| 2013–14                 | Clasificatoria 2        | Astra Giurgiu           | 1-2                     | 1-1                     | 2–3                     |                         |
| 2014–15                 | Clasificatoria 2        | Budućnost Podgorica     | 0-0                     | 2-0                     | 2–0                     |                         |
| 2014–15                 | Clasificatoria 3        | Metalurg Skopje         | 3-0                     | 1-0                     | 4–0                     |                         |
| 2014–15                 | Ronda Play-off          | Dinamo Moscú            | 1-2                     | 2-2                     | 3–4                     |                         |
| 2015–16                 | Clasificatoria 1        | Dinamo Batumi           | 2-0                     | 0-1                     | 2–1                     |                         |
| 2015–16                 | Clasificatoria 2        | Jagiellonia Białystok   | 1-0                     | 0-0                     | 1–0                     |                         |
| 2015–16                 | Clasificatoria 3        | Brøndby                 | 2-2                     | 0-0                     | 2–2 (v.)                |                         |
| 2016–17                 | Clasificatoria 1        | Banants                 | 4-1                     | 1-0                     | 5–1                     |                         |
| 2016–17                 | Clasificatoria 2        | Beitar Jerusalem        | 3-2                     | 0-1                     | 3–3 (v.)                |                         |
| 2020–21                 | Fase de grupos          | PAOK Salónica           | 2-1                     | 1-1                     | 4° lugar                |                         |
| 2020–21                 | Fase de grupos          | PSV Eindhoven           | 1-2                     | 0-4                     | 4° lugar                |                         |
| 2020–21                 | Fase de grupos          | Granada                 | 0-2                     | 1-2                     | 4° lugar                |                         |
| 2021–22                 | Clasificatoria 3        | Flora Tallin            | 1-0                     | 1-2                     | 2–2 (5:4 p.)            |                         |
| 2021–22                 | Ronda Play-off          | Antwerp                 | 4-2                     | 0-2                     | 4–4 (2:3 p.)            |                         |
| 2022-23                 | Ronda Play-off          | Gent                    | 2-0                     | 2-0                     | 4–0                     |                         |
| 2022-23                 | Fase de grupos          | Real Sociedad           | 0-2                     | 1-2                     | 4° lugar                |                         |
| 2022-23                 | Fase de grupos          | Manchester United       | 2-3                     | 0-1                     | 4° lugar                |                         |
| 2022-23                 | Fase de grupos          | Sheriff                 | 0-3                     | 0-1                     | 4° lugar                |                         |

| Recopa de Europa de la UEFA | Recopa de Europa de la UEFA | Recopa de Europa de la UEFA | Recopa de Europa de la UEFA | Recopa de Europa de la UEFA | Recopa de Europa de la UEFA | Recopa de Europa de la UEFA |
| Temporada                   | Ronda                       | Rival                       | Casa                        | Visita                      | Global                      |                             |
| --------------------------- | --------------------------- | --------------------------- | --------------------------- | --------------------------- | --------------------------- | --------------------------- |
| 1965–66                     | Dieciseisavos de final      | Olympiacos                  | 0-1                         | 1-1                         | 1-2                         |                             |
| 1980–81                     | Dieciseisavos de final      | K Waterschei SV Thor Genk   | 1-3                         | 0-4                         | 1-7                         |                             |
| 1988–89                     | Dieciseisavos de final      | Panathinaikos               | 0-1                         | 0-2                         | 0-3                         |                             |
| 1991–92                     | Dieciseisavos de final      | Brujas                      | 0-2                         | 0-2                         | 0-4                         |                             |
| 1994–95                     | Primera Ronda               | Tiligul-Tiras Tiraspol      | 3-1                         | 1-0                         | 4-1                         |                             |
| 1994–95                     | Dieciseisavos de final      | Arsenal                     | 1-3                         | 0-3                         | 1-6                         |                             |

| Liga Europa Conferencia de la UEFA | Liga Europa Conferencia de la UEFA | Liga Europa Conferencia de la UEFA | Liga Europa Conferencia de la UEFA | Liga Europa Conferencia de la UEFA | Liga Europa Conferencia de la UEFA | Liga Europa Conferencia de la UEFA |
| Temporada                          | Ronda                              | Rival                              | Casa                               | Visita                             | Global                             |                                    |
| ---------------------------------- | ---------------------------------- | ---------------------------------- | ---------------------------------- | ---------------------------------- | ---------------------------------- | ---------------------------------- |
| 2021–22                            | Fase de grupos                     | Kairat                             | 0-0                                | 0-0                                | 3° lugar                           |                                    |
| 2021–22                            | Fase de grupos                     | Qarabağ                            | 1-4                                | 2-2                                | 3° lugar                           |                                    |
| 2021–22                            | Fase de grupos                     | Basel                              | 1-1                                | 1-3                                | 3° lugar                           |                                    |
| 2023-24                            | 2° Clasificatoria                  | Qabala                             | 4-1                                | 3-2                                | 7-3                                |                                    |
| 2023-24                            | 3° Clasificatoria                  | Midtjylland                        | 1-0                                | 1-5                                | 2-5                                |                                    |
| 2024-25                            | 2° Clasificatoria                  | Torpedo Kutaisi                    | 3-1                                | 2-1                                | 5-2                                |                                    |
| 2024-25                            | 3° Clasificatoria                  | Fehérvár                           | 1-0                                | 2-0                                | 3-0                                |                                    |
| 2024-25                            | Play-off                           | Zira FK                            | 6-0                                | 0-1                                | 6-1                                |                                    |
| 2024-25                            | Fase Liga                          | Vikingur                           | 4-0                                |                                    | 22º Lugar                          |                                    |
| 2024-25                            | Fase Liga                          | Heart                              |                                    | 0-2                                | 22º Lugar                          |                                    |
| 2024-25                            | Fase Liga                          | KAA Gent                           |                                    | 0-1                                | 22º Lugar                          |                                    |
| 2024-25                            | Fase Liga                          | Legia Warszawa                     | 0-3                                |                                    | 22º Lugar                          |                                    |
| 2024-25                            | Fase Liga                          | Rapid Wien                         | 3-1                                |                                    | 22º Lugar                          |                                    |
| 2024-25                            | Fase Liga                          | Borac Banja Luka                   |                                    | 0-0                                | 22º Lugar                          |                                    |
| 2024-25                            | 1/16                               | Pafos                              | 1-1                                | 1-2                                | 2-3                                |                                    |